# Nưa lá to
Nưa lá to (danh pháp khoa học: Pseudodracontium macrophyllum) là một loài thực vật có hoa trong họ Ráy (Araceae). Loài này được Gagnep. ex Serebryanyi miêu tả khoa học đầu tiên năm 1995.